# 希諾夫

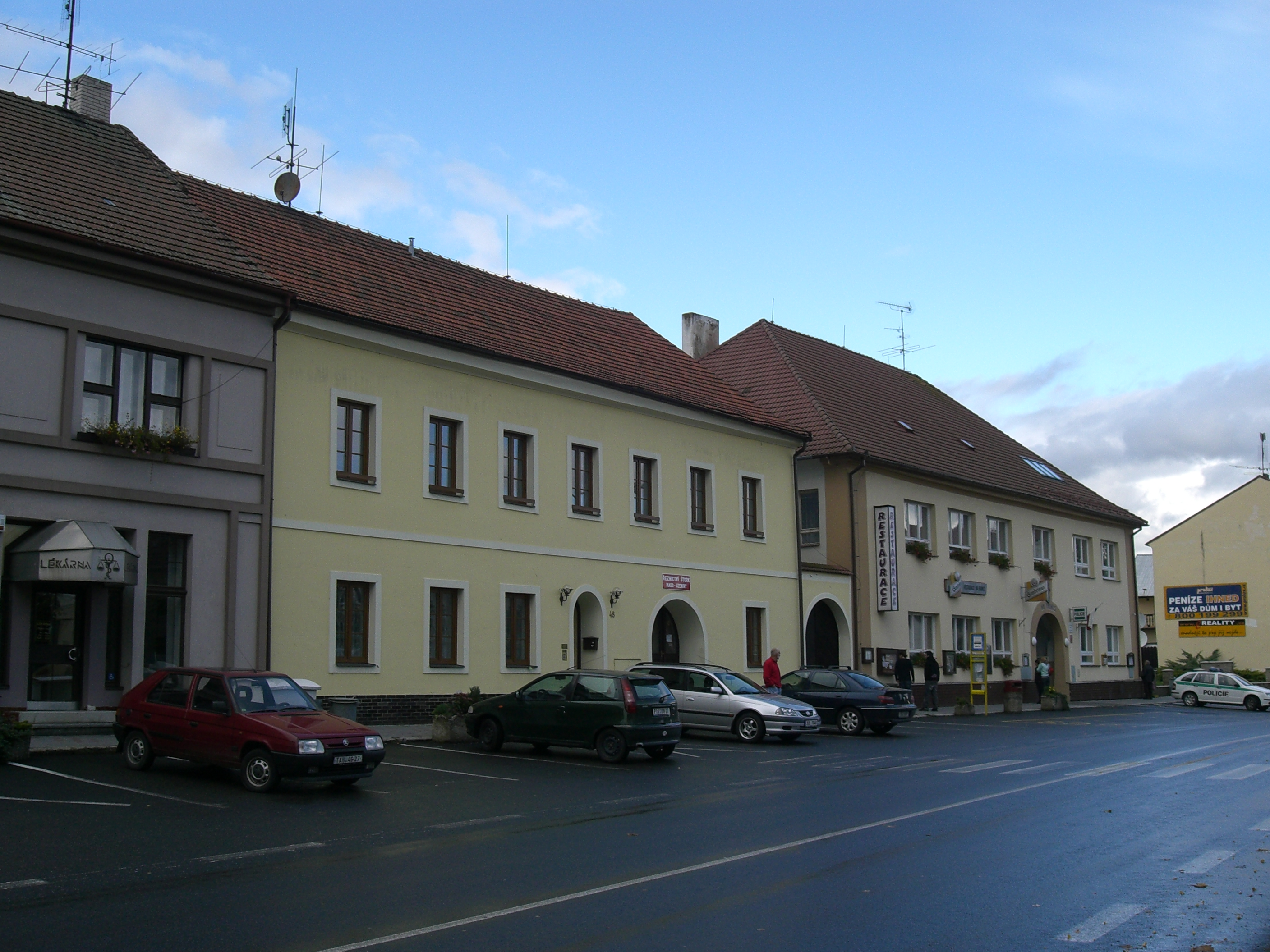

希諾夫（捷克語：Chýnov）是捷克的城鎮，位於該國南部，距離塔博爾11公里，由南摩拉維亞州負責管轄，面積30.51平方公里，海拔高度488米，2005年人口2,163，人口密度為每平方公里71人。

## 外部連結
- Municipal website （页面存档备份，存于）